# Victoria Strauss
Victoria Strauss (Exeter, 10 de setembro de 1955) é autora de oito romances de fantasia para jovens e adultos, incluindo a duologia Stone (The Arm of the Stone e The Garden of the Stone) ea duologia Way of Arata (The Burning Land e The Awakened City). Ela tem escrito centenas de resenhas de livros para revistas, incluindo SF Site ea revista Fantasy, e seus artigos também aparecem na revista Writer’s Digest e em outros lugares. Em 2006, integrou o quadro de juízes dos Prémios World Fantasy.